# 11148 Einhardress
11148 Einhardress è un asteroide della fascia principale. Scoperto nel 1997, presenta un'orbita caratterizzata da un semiasse maggiore pari a 2,4465270 UA e da un'eccentricità di 0,1185304, inclinata di 3,87657° rispetto all'eclittica.